# Figuralna fontana Herakla s lernejskom hidrom
Figuralna fontana Herakla s lernejskom hidrom je umetničko delo i jedan je od najranijih primera renesansne umetnosti u Mađarskoj s kraja 15. veka. Fontana je delo priznatog hrvatskog vajara Ivana Dunkovića, poznatijeg pod pseudonimima Ioannes Dalmata, Giovanni da Trau, On je fontanu izradio po narudžibi kralja  Matije Korvina,  kao reprezentativni ukrasni detalj u njegovoj rezidenciji — Kraljevskoj palati u Višegradu. 

## Položaj i zaštita
Fontana, koja proglašena za kulturno-istorijski spomenik od velikog značaja, nalazi se u Kraljevskoj palati u Višegradu u najslikovitijem gradiću Mađarske Višegradu, u kome živi 1654 stanovnika (2011), na desnoj obali Dunava, u županiji Pešta u Mađarskoj, severno od Budimpešte na udaljenosti od oko 45 km.
Ostaci originalne fontane izloženi su u muzeju palate, zajedno sa nekoliko srednjovekovnih kaljevih peći i vodovodnim sustemom palate, dok se replika rekonstruisane fontane nalazi u dvorištu, takođe rekonstruisane nekadašnje Kraljevske palata kako je to bilo u doba Kralja Sigismunda.

## Kraća biografija autora fontane
Figuralnu fontanu je izradio Ivan Dunković  (Vinišće, 1440. – 1509) poznat pod pseudonimima Ioannes Dalmata, Giovanni da Trau koji bio je jedan od najvećih hrvatskih vajara iz perioda renesanse, koji je stekao i svetsku slavu, nakon što je najveća dela izradio u Italiji i Mađarskoj.
Saznavši za stvaralaštvo ovog vrsnog vajara, oko 1486. godine Duknovića je  u Ugarsku pozvao tadašnji kralj Matije Korvin, da kao kraljev vajar, proširi tematiku rad i radi na uređenju Kraljevske palate u Višegradu.  
Iako su Duknovićeva dala iz vrema boravka u Ugarskoj dosta stradala u najezdama Turaka, figuralna fontana Herakla s lernejskom hidrom i kruna izvora iz kraljevske vile u mađarskom Višegradu kao i reljefna pala oltara iz pavlinske crkve u Diošđeru potvrđuju njegov visoki umetnički izraz, ipak sačuvana i obnovljena.
Zbog njegovih zasluga za prenošenje duha italijanske renesanse u oblast Dunava i za unapređivanje umetnosti u tim krajevima, Duknovića se dopao Kralju Matiji koji ga je nagradio plemićkim zvanjem,  
i dodelom feudalnog dvorca Majkovec u Hrvatskoj.

## Istorija
U dvorištu Kraljevske palate u Višegradu u Mađarskoj, danas se nalazi kopija fontane od crvenog mermera pod nazivom „Fontana Herakla s lernejskom hidrom”, Dukanovićevo delo, koji je nastalo oko 1485. godine kada je on boravio u Ugarskoj na dvor Matije Korvina. Izradom fonrtane Dukanović je proširio tematiku svog celokupnog rada.
Nakon opsade Kraljevske palate u Višegradu Osmanlije su 1544. godine, porušile palatu a sa njom i fontana. Tokom iskopavanja koja su započelo 1934. godine i koja traju do danas, otkriveni su ostaci fontane, koji se danas čuvaju kao deo muzejske postavke.

## Izgled
Figuralna fontana Herakla s lernejskom hidrom izrađena je od crvenkastog mermera. Po obodu fontana je ukrašena grbovima kralja Matijaša, a mladi Herakle, ili Herkules prikazan u borbi sa lernajskom hidrom može biti prikaz kraljevog nezakonitog sina Ivana Korvina.
Zanimljivost
U stara vremena, na banketim i večernim druženjima, iz fontane Herakla s lernejskom hidrom je umesto vode teklo penušavo vino, koje su pili gosti kraljevskog para, Mateaša i Beatrise.

## Literatura
Phillips, Adrian; Scotchmer, Jo (15. 4. 2010). Hungary (на језику: енглески). Bradt Travel Guides. ISBN 978-1-84162-285-9.

## Spoljašnje veze
Mediji vezani za članak Figuralna fontana Herakla s lernejskom hidrom na Vikimedijinoj ostavi